# Římskokatolická farnost – děkanství Hlinsko
Římskokatolická farnost – děkanství Hlinsko je územním společenstvím římských katolíků v rámci chrudimského vikariátu královéhradecké diecéze.

## O farnosti

### Historie
Původní farní kostel v Hlinsku byl dřevěný. Po třicetileté válce bylo Hlinsko centrem velmi rozsáhlé farnosti, která zahrnovala i území později osamostatněné farnosti Krucemburk. Na místě původního kostela byl postaven zděný kostel stejného zasvěcení, Narození Panny Marie. Stalo se tak v letech 1730–1733. Dne 8. prosince 1951 (tedy na slavnost Neposkvrněného početí Panny Marie) povýšil biskup Mořic Pícha hlineckou farnost na děkanství. V letech 1976–1979 byl interiér děkanského kostela adaptován podle liturgické reformy druhého vatikánského koncilu. V roce 1982 pak kněz kongregace redemptoristů, Karel Bříza, CSsR (rodák z blízkého Krucemburku) vedl renovaci varhan děkanského kostela. V letech 1995–2002 byla postavena kaple svaté Zdislavy v přifařených Studnicích.
Dříve samostatná farnost Chlum u Hlinska byla k děkanství připojená 1. ledna 2008.

#### Přehled duchovních správců
- 1993 R.D. Pavel Čtvrtečka
- 1993 R.D. Jaroslav Brož
- 1993–2010 R.D. Ladislav Hojný, děkan
  - 2009–2011 P. Piotr Józef Nowicki, CSsR, farní vikář
- 2010–2012 R.D. ThLic. Gabriel Burdej, administrátor
- 2012–2016 R.D. Mgr. Vladimír Novák, administrátor
  - 2012–2014 Jiří Jakoubek, jáhen-kandidát kněžství
- 2016–2018 R.D. Mgr. Milan Vrbiak, děkan
- od roku 2018 P. ICLic. Mgr. Marian Pavel Sokol, OPraem. – děkan 
  - od r. 2018 R.D. Bc. Petr Vtípil – farní vikář

### Současnost
Farnost má sídelního duchovního správce, který je zároveň excurrendo administrátorem ve farnosti Včelákov. Ve farnosti jsou dále ustanoveni další dva kněží, farní vikář a jáhen.
| Fotografie | Kostel                                 | Místo    | Bohoslužba                                         | Bohoslužba                                         | Poznámka        |
| ---------- | -------------------------------------- | -------- | -------------------------------------------------- | -------------------------------------------------- | --------------- |
|            | Děkanský kostel Navštívení Panny Marie | Hlinsko  | neděle pondělí pátek sobota                        | 9:00 17:00 08:00 a 17:00                           | farní kostel    |
|            | Kostel svatého Petra a Pavla           | Chlum    | neděle středa                                      | 10.30 18.00                                        | filiální kostel |
|            | Kaple svatého Jana Nepomuckého         | Hamry    | neděle 11.00 1x ročně v období od 16. 5. do 22. 5. | neděle 11.00 1x ročně v období od 16. 5. do 22. 5. | obecní kaple    |
|            | Kaple svatého Jana Křtitele            | Stan     | neděle 11.00 1x ročně v období od 24. 6. do 1. 7.  | neděle 11.00 1x ročně v období od 24. 6. do 1. 7.  | kaple           |
|            | Kaple svaté Zdislavy                   | Studnice | neděle čtvrtek                                     | 11.00 18.00 (jen v letním čase)                    | kaple           |
|            | Kaple svaté Anny                       | Vítanov  | neděle 11.00 1x ročně v období od 26. 7. do 2. 8.  | neděle 11.00 1x ročně v období od 26. 7. do 2. 8.  | obecní kaple    |
|            | Kaple Nanebevzetí Panny Marie          | Vortová  | neslouží se pravidelně                             | neslouží se pravidelně                             | kaple           |